# Tortola
L'isola di Tortola è la più grande e popolosa delle Isole Vergini britanniche, un gruppo di isole che fa parte dell'arcipelago delle Isole Vergini. Al censimento del 2010 la popolazione dell'isola era di 23 491 persone.
Sull'isola si trova la cittadina di Road Town, capoluogo delle Isole Vergini britanniche, uno dei Territori d'oltremare britannici.
La tradizione locale racconta che fu Cristoforo Colombo che nominò l'isola Tórtola, come l'uccello tortora in italiano.
Nei fatti, Colombo nominò l'isola "Santa Ana". Un colono olandese la chiamò Ter Tholen, come una località costiera dei Paesi Bassi.
Quando gli inglesi presero la colonia il nome si evolse in Tortola.

## Storia
Nel suo secondo viaggio per la corona spagnola nei Caraibi, Cristoforo Colombo approdò sulle attuali Isole Vergini britanniche e americane. L'arcipelago fu da questi chiamato Santa Ursula y las Once Mil Vírgenes (Sant'Orsola e le undicimila Vergini) in onore di sant'Orsola e delle 11 000 vergini che secondo una leggenda sarebbero state martirizzate nel V secolo.
Nel 1555 Carlo V inviò una spedizione spagnola a prendere possesso delle isole e i caribe, la popolazione che vi risiedeva, furono messi in fuga o uccisi. Gli spagnoli costruirono alcuni avamposti, ma i primi ad insediarsi sull'isola furono gruppi di bucanieri che sfruttavano i ripari offerti dalla costa frastagliata della parte occidentale dell'isola per assaltare i mercantili di passaggio nel canale di Drake.
Il primo insediamento permanente risale al 1648 ad opera degli olandesi che però vennero scacciati nel 1666 da un gruppo di bucanieri inglesi, la corona britannica si affrettò a dichiarare il possesso delle isole, per alcuni anni si alternarono brevi periodi di occupazione francese e britannica e fu solo nel 1672, con l'annessione alla colonia delle isole Sottovento, che iniziarono a stabilirvisi coloni provenienti da Anguilla che impiantarono piantagioni di cotone e canna da zucchero.
A partire dal XVIII secolo iniziò la sistematica importazione di schiavi dall'Africa, al censimento del 1717 la popolazione delle isole era pari a 795 bianchi e 594 persone di colore, nel 1759 la popolazione totale era pari a 6121 persone con un rapporto coloni/schiavi di 1 a 15. L'economia dell'isola non era fondata sulla produzione di cotone e canna da zucchero, in un documento del 1740 indirizzato al First commissioner for trade and plantations sono citate consistenti produzioni di melassa, rum, cotone, zenzero, lime, caffè, indaco, aloe, carapaci di tartaruga, mogano e altri legnami. Nel 1805 la popolazione delle isole raggiunse il suo massimo con 10.520 persone (1300 bianchi e 9.220 persone di colore). Dall'inizio del XIX secolo iniziò un lento declino, un periodo di siccità nel 1819 da un elevato numero di uragani portarono numerosi coloni a lasciare le isole, un tentativo di ribellione da parte degli schiavi nel 1831 diminuì ulteriormente il numero di coloni bianchi che scesero a 477.
Con l'abolizione della tratta degli schiavi da parte dell'Impero britannico, la marina reale pattugliava i Caraibi per intercettare le navi che continuavano questo commercio illegale. Gli schiavi trovati su queste navi intercettate venivano liberati a Tortola, in un'area chiamata Kingston. Nel diciannovesimo secolo venne costruita una chiesa anglicana dedicata a San Filippo che si ritiene essere la prima chiesa di afro-americani liberi in America.
Dopo l'abolizione nelle colonie britanniche della schiavitù nel 1834, le piantagioni avevano difficoltà a produrre profitto con la lavorazione della canna da zucchero e non potevano pagare i lavoratori liberi; nello stesso periodo paesi come Cuba ed altri del Sudamerica continuavano utilizzare il lavoro dagli schiavi, in aggiunta nello stesso periodo i mercati di Stati Uniti e Gran Bretagna iniziarono la coltivazione della barbabietola da zucchero creando un'enorme concorrenza alle colonie. Durante il calo della produzione della canna da zucchero gran parte della popolazione bianca delle isole si trasferì altrove. Il colpo finale alla vacillante economia locale arrivò nel 1853 con l'aumento della tassa sul bestiame, vi fu un'insurrezione contadina che portò all'abbandono e alla distruzione delle piantagioni di zucchero, la popolazione bianca abbandonò quasi per intero l'isola che passò ad un'agricoltura di sussistenza. A fronte dell'aumento della povertà il governo britannico intervenne con dei tentativi di rilancio della produzione di cotone che vennero frustrati sia da un'invasione di insetti infestanti (Pectinophora gossypiella e Pyrrhocoridae), dall'aumento dei prezzi e poi definitivamente dallo scoppio della seconda guerra mondiale. Non andò meglio alla produzione di zucchero che ebbe solo un breve rilancio legato alla produzione di rum durante il proibizionismo, la produzione del tabacco ebbe un breve rilancio interrotto dalla grande depressione. I forti uragani del 1916 e del 1924 ostacolarono ulteriormente i tentativi di ripresa dell'attività agricola. La popolazione iniziò a trovare lavoro sulla vicine isole di Saint Thomas e di Saint Croix oppure ad emigrare a Panama, Haiti, Cuba, Repubblica Dominicana o negli Stati Uniti, le rimesse degli emigranti diventarono un'importante fonte di entrata. Un miglioramento economico si ebbe in occasione delle creazione della base militare statunitense sulla vicina isola di Saint Thomas che nel periodo 1940-46 occupò oltre 3700 persone, praticamente l'intera forza lavoro delle isole, la base spinse l'allevamento su Tortola, nel 1951 l'85% delle importazioni erano legate all'allevamento.
Negli anni '50 iniziarono i primi timidi accenni di interesse turistico per le isole, mentre le Isole Vergini Americane a partire dal 1955 vissero un costante incremento delle presenze di turisti la parte britannica ne fu coinvolta solo come fornitore di forza lavoro - con la conseguenza di un ulteriore abbandono dell'agricoltura - e di risorse provenienti dall'allevamento. L'influenza era però tale che nel 1959 il dollaro statunitense viene ufficialmente accettato come valuta corrente. Solo dai primi anni '60 l'amministrazione britannica incentivò un piano per lo sviluppo turistico delle isole, nel 1968 l'economia delle isole era basata principalmente sul turismo.

## Geografia
Tortola è un'isola montuosa di origine vulcanica lunga 19 km e larga 5 km, con un'area di 55 km². È situata circa 100 km a est di Porto Rico.
La cima più alta dell'isola è il Mount Sage (530 m) che è compreso nel Sage Mountain National Park istituito nel 1986.

## Galleria d'immagini

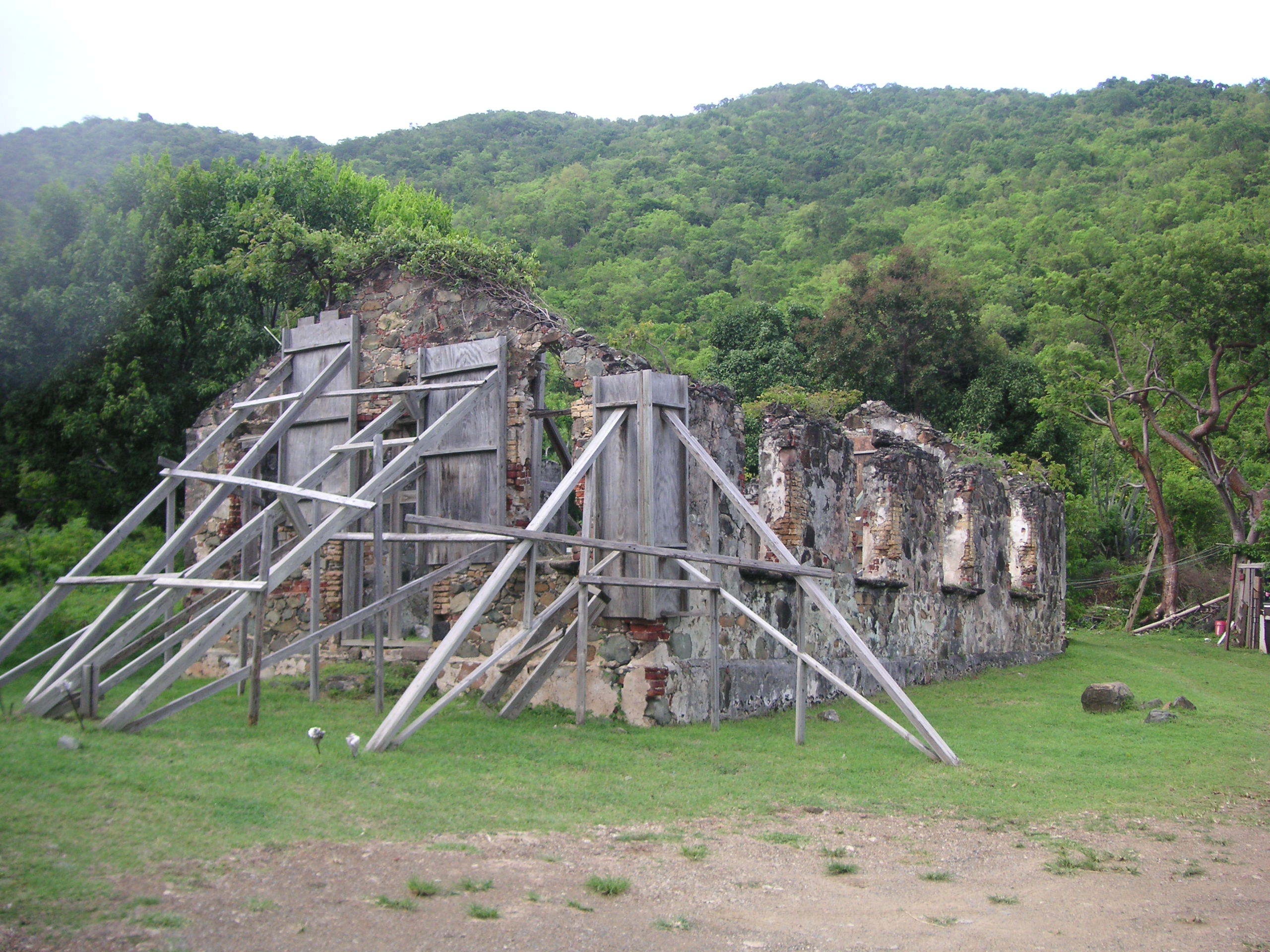
St Phillip's Church, Kingston
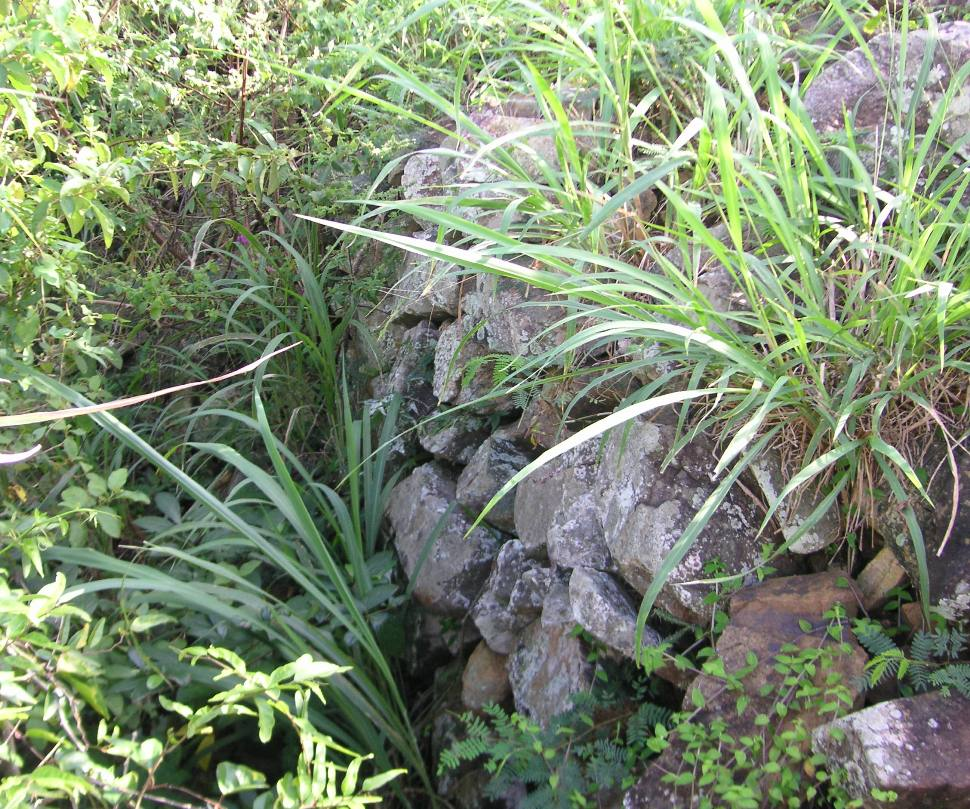
Rovine di Fort Charlotte
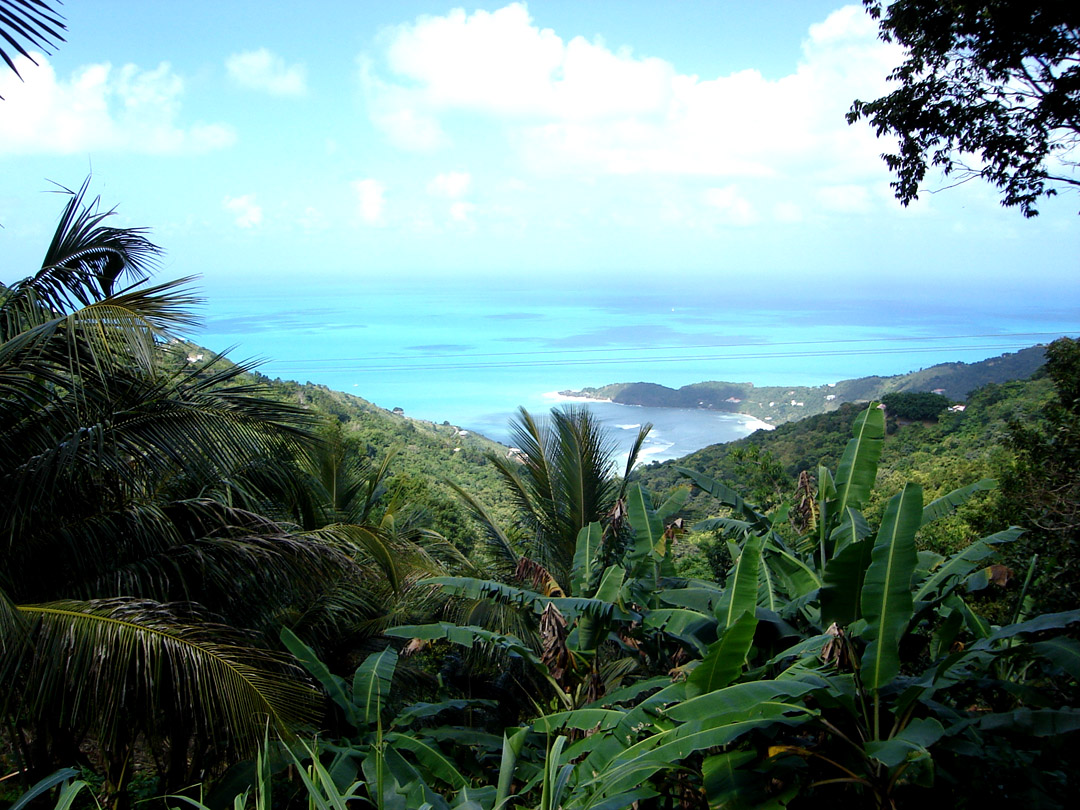
Vista della costa settentrionale